# John Kirk (ontdekkingsreiziger)

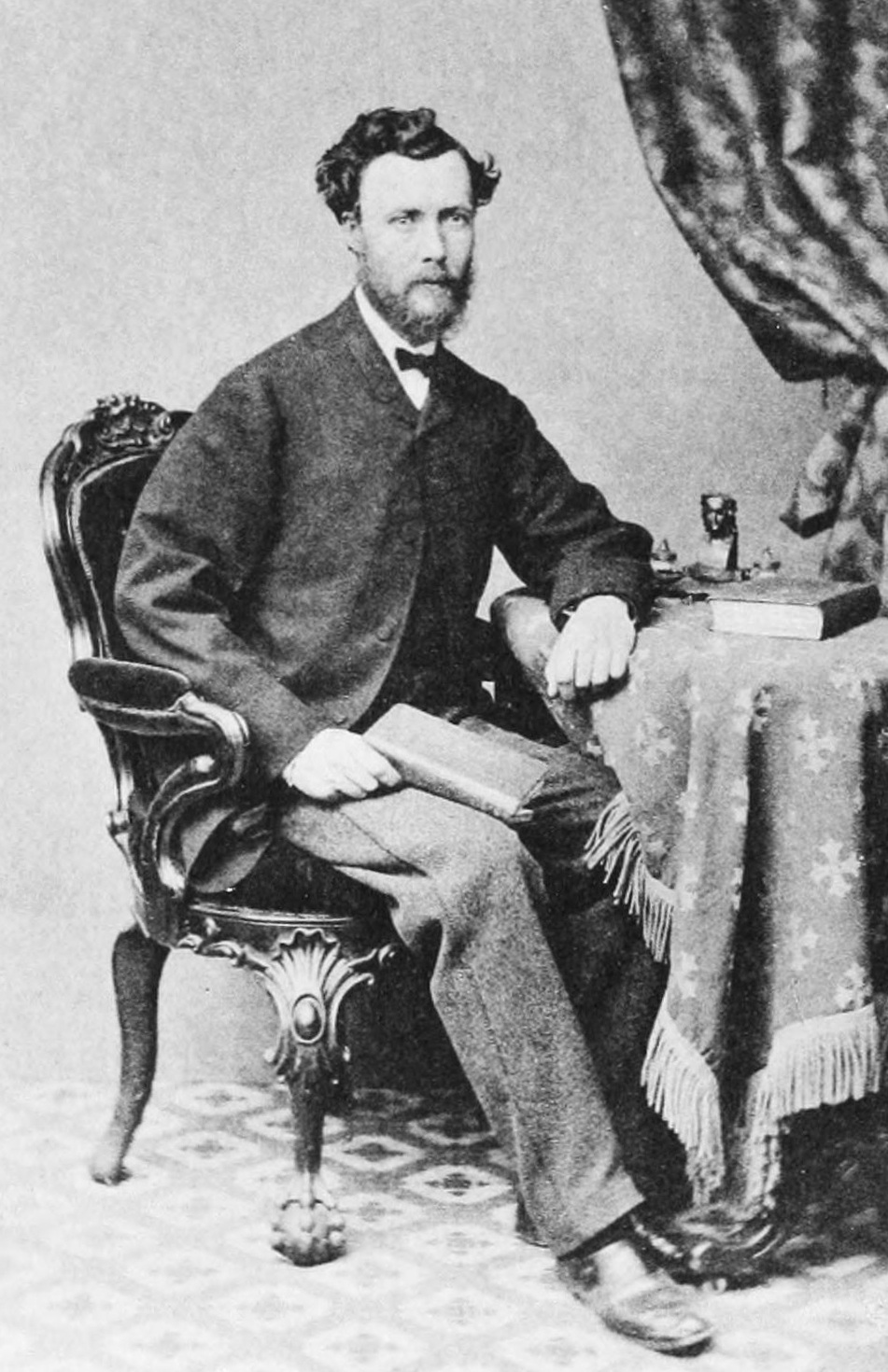
John Kirk

John Kirk (Arbroath, 19 december 1832 - Sevenoaks, 15 januari 1922) was een Schots ontdekkingsreiziger, botanicus en abolitionist.

## Levensloop
Hij studeerde aan de Universiteit van Edinburgh en behaalde zijn diploma als geneesheer.
Tussen 1858 en 1864 reisde hij mee met David Livingstone op zijn tweede expeditie door Zwart Afrika als botanicus. Hier werd hij geconfronteerd met de Arabische slavenhandel met als draaischijf Zanzibar.
In 1866 voegde hij zich niet bij Livingstone in zijn zoektocht naar de bronnen van de Nijl, omdat hij, citaat: "ik kan tot geen andere conclusie komen dan dat Dr. Livingstone gek is en een zeer onveilige leider". Hij werd lijfarts van de Britse consul in Zanzibar, voorvechter van de afschaffing van de slavenhandel. In augustus 1873 werd hij zelf Brits consul van Zanzibar. Na jaren van onderhandelen kon hij de sultan van Zanzibar Barghash ibn Said overhalen om een eind te maken aan de slavenhandel.
In 1890 was hij gezant op de Brusselse Anti-Slavernij Conferentie, een conferentie over de afschaffing van de slavenhandel in Afrika.

## Vernoemingen
Enkele verwijzingen naar zijn naam zijn:
- Alticus kirkii en Protomelas kirkii (vissoorten)
- Piliocolobus kirkii (de Zanzibarfranjeaap)
- Agama kirkii (een hagedis)

## Over John Kirk
- Martin Bossenbroek (2023). De Zanzibardriehoek. Een slavernijgeschiedenis, 1860-1900. Amsterdam: Athenaeum.